# Batareika
Batareika (del ruso: Батарейка) es un posiólok del raión de Temriuk del krai de Krasnodar del sur de Rusia. Está situado a orillas del golfo Dinskói de la península de Tamán, 48 km al oeste de Temriuk y 173 km al oeste de Krasnodar, la capital del krai. Tenía 640 habitantes en 2010.
Pertenece al municipio Zaporózhskoye.

## Historia
La localidad fue fundada en 1882.

## Economía y transporte
En elplano económico cabe destacar los viñedos de los alrededores de la localidad. Por la localidad pasa la carretera federal M25 Novorosíisk-Port Kavkaz (estrecho de Kerch).